# Cadra cautella
Cadra cautella (вогнівка сухофруктова) — вид комах з родини вогнівкових (Pyralidae), дрібний шкідник продуктів, що зберігаються. Міль вражає борошно, висівки, овес та інші зерна, а також сухофрукти. Належить до родини вогнівкових (Pyralidae), а точніше до триби Phycitini підродини Phycitinae. Цей вид можна сплутати з Plodia interpunctella або Ephestia kuehniella, які також є звичайними шкідниками комори в одній підродині. Ця міль досягла практично космополітичного поширення завдяки ненавмисному транспортуванню з харчовими продуктами у своїй личинковій формі. Вид виявлений на території поліської та лісостепової зон Лівобережної України.

## Морфологічна характеристика
Дорослі молі переважно світло-коричневого кольору, з меншими задніми крилами, які зазвичай сірі. Розмах крил коливається від 14 до 22 мм. Задні краї крил обшиті короткою бахромою. Личинки переважно сірі з темнішими головами. Гусениця має довжину 12–15 мм, її можна впізнати за малюнком плям уздовж спини.

## Географічний діапазон
Cadra cautella зустрічається по всьому світу. Попри те, що він найкраще розвивається в тропічному кліматі, він поширився в багатьох регіонах земної кулі через свою схильність до зараження сухих товарів, які доставляються міжнародними транспортними засобами.

## Середовище існування
Оскільки C. cautella живе переважно як шкідник, місцем проживання часто є якийсь сухий корм, який зберігається на складі чи в подібному промисловому середовищі. Найчастіше вони містяться в сухофруктах, але їх також можна знайти в горіхах, бобах, борошні та інших злаках.